# François d’Escoubleau de Sourdis

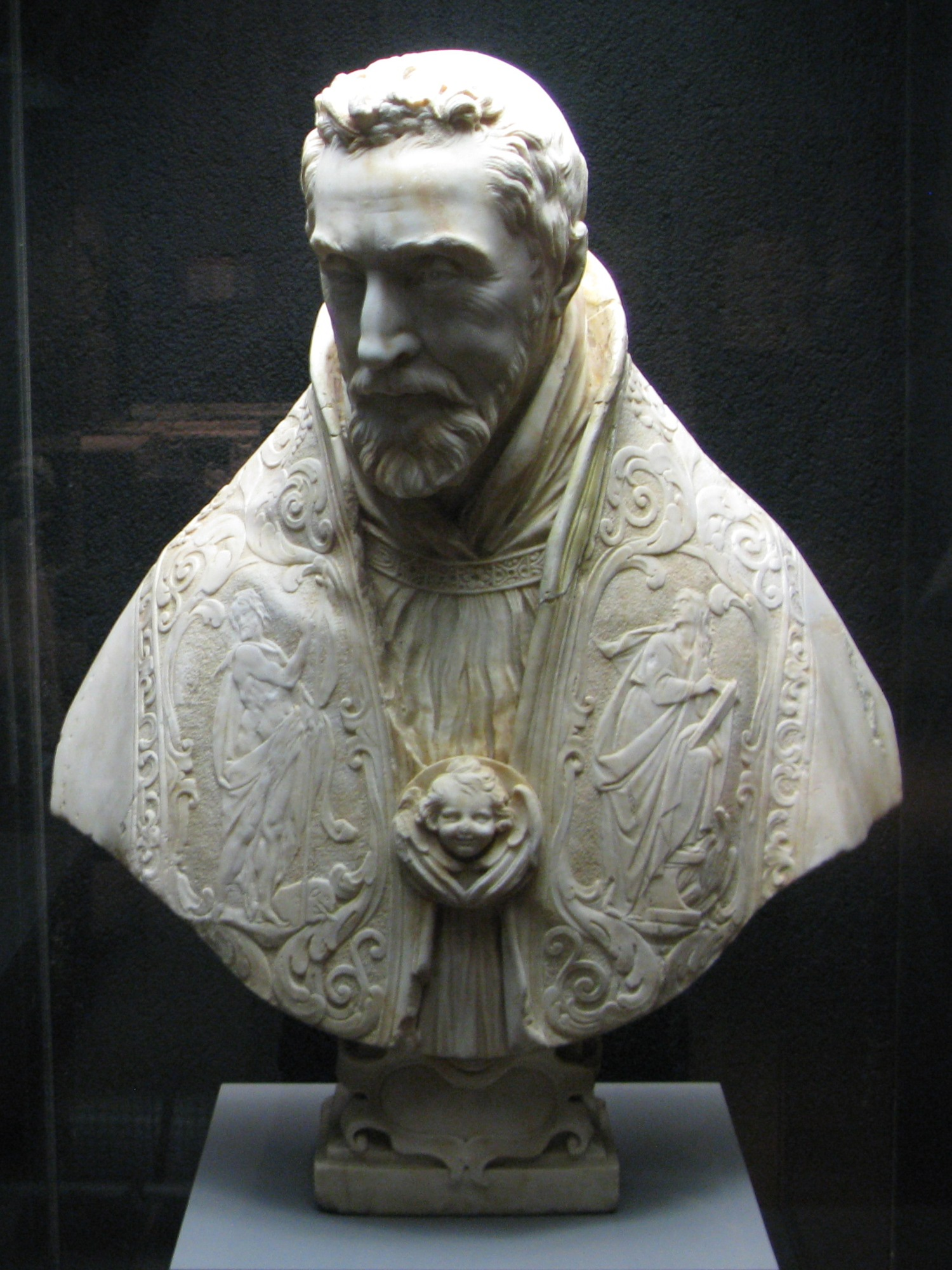
Büste von François Kardinal de Sourdis im Musée d’Aquitaine von (Bernini, 1620)

François d’Escoubleau de Sourdis (* 25. Oktober 1574 in Châtillon-sur-Sèvre; † 8. Februar 1628 in Bordeaux) war Erzbischof von Bordeaux, Kardinal und 1603 Begründer des Irischen Kollegs an der Universität Bordeaux.

## Leben

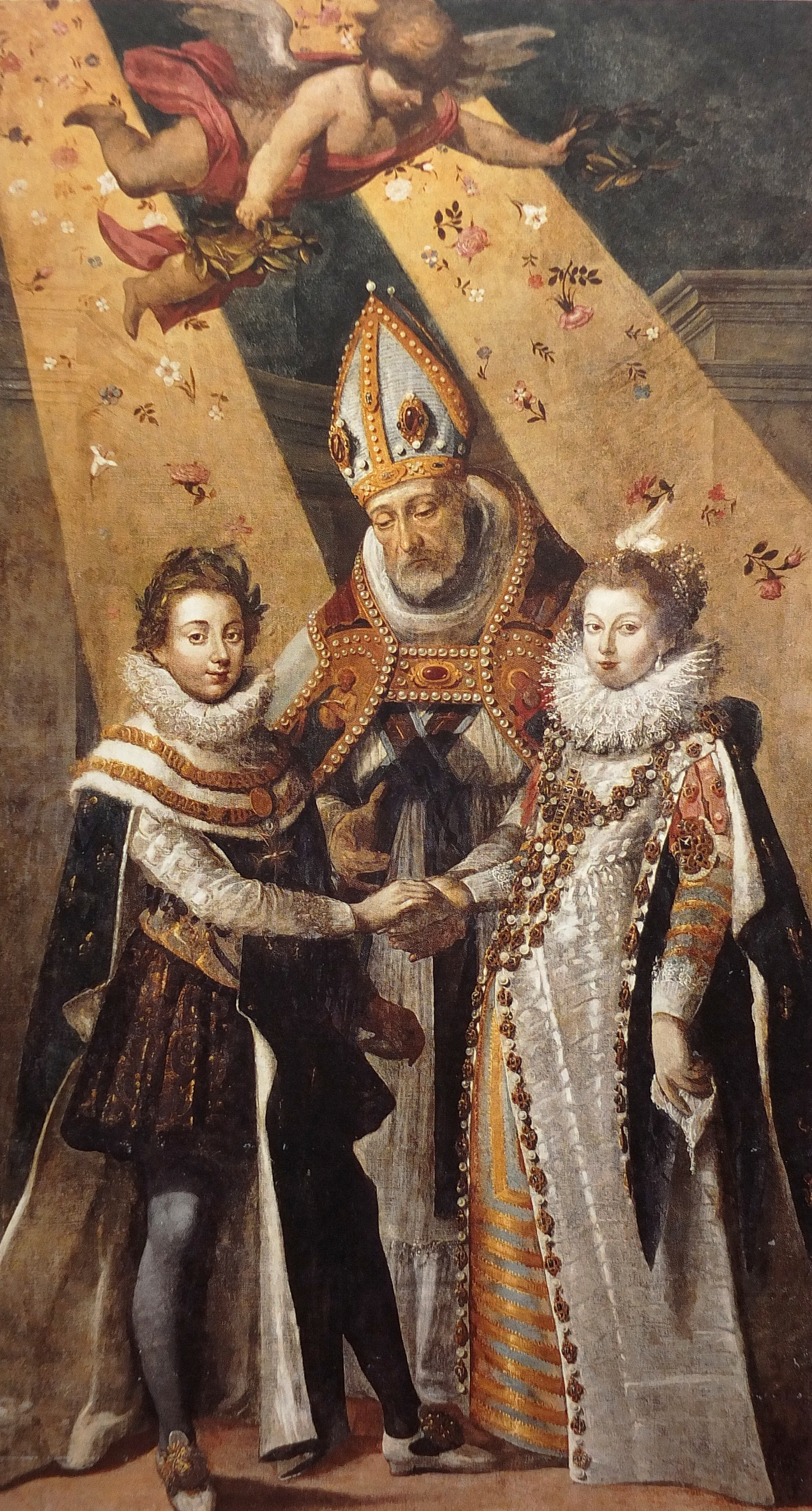
Die Hochzeit von König Ludwig XIII. und Anna von Österreich, assistiert von Kardinal de Surdis (M.) (1615; Zeitgen. Malerei von Jean Chalette)

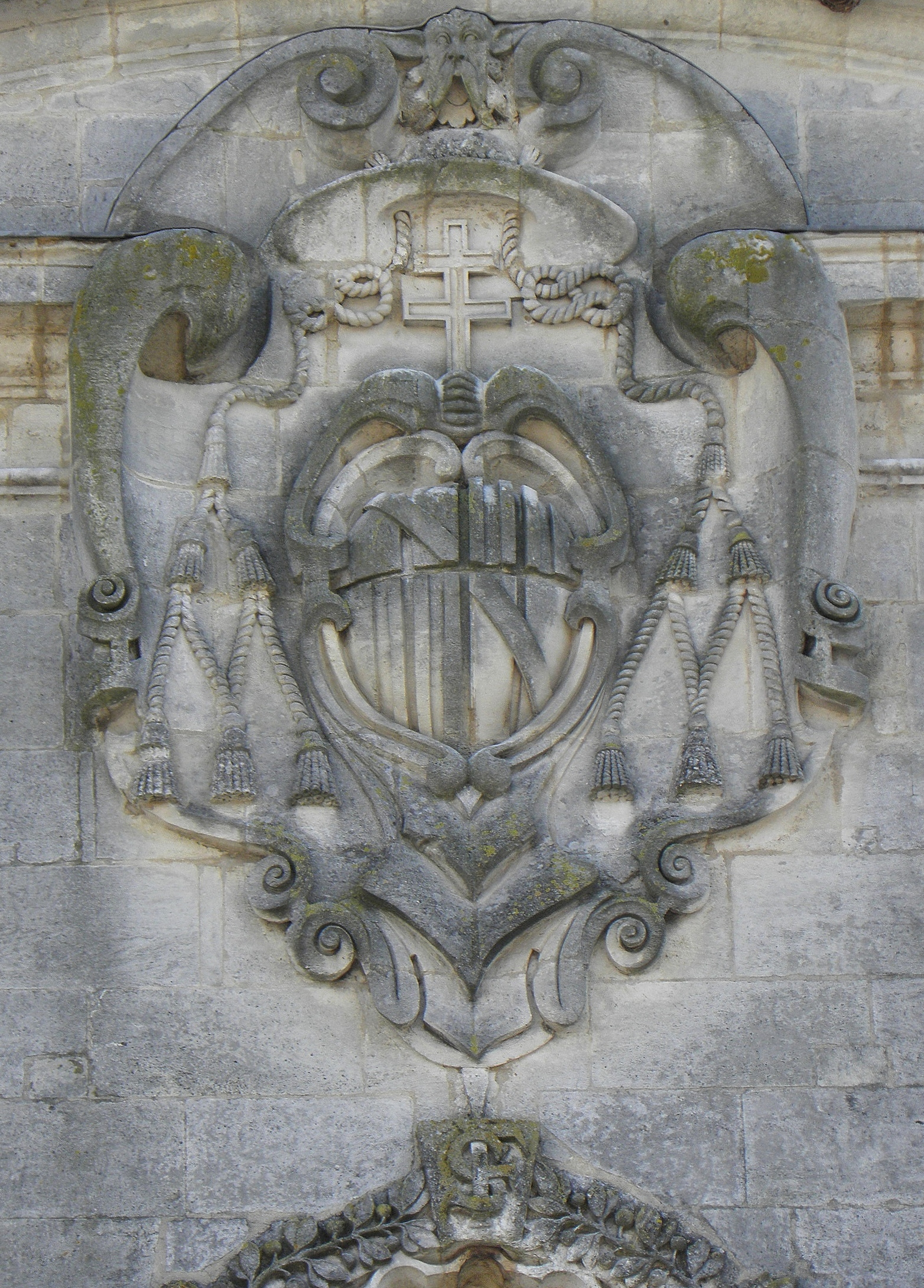
Kardinalswappen (Westfassade der Kirche Saint-Bruno, Bordeaux)

François d’Escoubleau de Sourdis wurde in Châtillon-sur-Sèvre in der französischen Provinz Poitou als ältester Sohn von François d’Escoubleau und Isabeau Babou de la Bourdasière geboren. Sein Vater war ein adliger Grundherr, er trug unter anderem die Titel marquis d’Alluye sowie comte de La Chapelle, den François von ihm erbte, und war zudem Gouverneur von Chartres. Außerdem war François senior ein Cousin von Gabrielle d’Estrées, der Mätresse des französischen Königs Heinrich IV.
Eine kirchliche Laufbahn war für ihn als ältesten Sohn zunächst nicht vorgesehen. Er absolvierte seine studia humanitatis am Collège de Navarre in Paris und nahm an der Belagerung von Chartres 1591 teil. Als Ehefrau war ihm die Tochter des königlichen Kanzlers, Catherine Hurault de Cheverny, zugesprochen. Während eines Besuchs in Rom traf er Kardinal Federico Borromeo und den heiligen Philipp Neri und entschied sich für das Priestertum. Er wurde zum Kommendatarabt von Preuilly, Montréal sowie Aubrac (1597–1600) ernannt und am 3. März 1599 von Papst Clemens VIII. zum Kardinal erhoben.
Obwohl er noch nicht das erforderliche Alter besaß, wurde er wenige Monate darauf am 5. Juli 1599 durch eine Ausnahmeregelung zum Erzbischof von Bordeaux und Primas von Aquitanien ernannt. Am 21. Dezember 1599 empfing er in Saint-Germain-des-Prés die Bischofsweihe durch François de Joyeuse und konnte erst ein Jahr später am 20. Dezember 1600 den Kardinalshut empfangen, zugleich wurde er als Kardinalpriester der Titelkirche Santi XII Apostoli installiert. Im selben Jahr erhielt de Sourdis auch die Ernennung zum Kommendatarabt der Abtei La Roë, die er umfassend reformierte.
In Bordeaux setzte sich Kardinal Sourdis für einige Verbesserungen des Stadtbildes ein, indem er Sümpfe in den Vororten trockenlegen, den mittelalterlichen Erzbischöflichen Palais renovieren und die Basilika Saint-Michel restaurieren ließ. Er ließ außerdem die Kirche St-Bruno de Bordeaux und das Cordeliers-Kloster in Saint-André-de-Cubzac errichten, in dem sich heute die Stadtbibliothek befindet.
1603 empfing Kardinal Sourdis den Priester Dermit MacCarthy aus dem Bistum von Cork und vierzig seiner Gefolgsleute, die Zuflucht vor der elisabethanischen Verfolgung suchten. Sie nahmen am neu geschaffenen Irischen Kolleg der Universität Bordeaux den Lehrbetrieb auf. In seine Amtszeit fällt auch die Genehmigung des von Johanna von Lestonnac gegründeten Ordens der Compagnie des Filles de Notre-Dame („Gesellschaft der Töchter Unserer Lieben Frau“).
Sourdis wurde 1605 Koadjutor. 1607 taufte er Nicolas Henri, den zweiten Sohn Heinrichs IV. 1615 leitete er in der Kathedrale von Bordeaux die Ferntrauung zwischen Elisabeth von Frankreich und Philipp IV. (vertreten vom Herzog von Guise) sowie die Hochzeitszeremonie von Ludwig XIII. und der Infantin Anna von Österreich.
Sein Begräbnis fand im ehemaligen Kartäuserkloster von Bordeaux statt, von dem nur noch der Friedhof erhalten ist. Nach seinem Tod setzte sein jüngerer Bruder und Nachfolger Henri d’Escoubleau de Sourdis seine Reformvorhaben fort.